# Fleurs du mal
Pour les articles homonymes, voir Les Fleurs du mal (homonymie).
Pour plus de détails, voir Fiche technique et Distribution.
Fleurs du mal est un film français de David Dusa sorti le 8 février 2012.

## Synopsis
Durant les élections contestées en Iran en 2009, Anahita est envoyée en exil à Paris par ses parents. Par son compte Twitter au nom de "Miss Dalloway", elle reste en contact avec ses amis, et suit par Internet ce qui se passe dans son pays.
Rachid, alias "Gecko Hostil" comme breakdancer et sur Facebook, habite porte de Bagnolet, au bord du périphérique.
D'abord installée dans un hôtel de la place du Panthéon, Anahita y fait la connaissance de Rachid, qui y travaille comme bagagiste. Elle déménage ensuite dans un appartement loué près de la place de la Bastille. Les jeunes gens se revoient et visitent ensemble Paris. Ils tombent amoureux et suivent par Internet les événements de Téhéran.
Lors d'une balade sur les quais de Seine, Anahita achète chez un bouquiniste un exemplaire des Fleurs du mal de Baudelaire, qu'elle offre à Rachid. Elle lui demande de toujours le garder avec lui. Auparavant, elle avait découvert qu'il ne connaissait pas Baudelaire - enfant placé en foyer, il a arrêté tôt ses études -, alors qu'elle lui expliquait à propos du poète Omar Khayyam qu'il était le Baudelaire persan.

## Fiche technique
- Titre français : Fleurs du mal
- Réalisateur : David Dusa
- Scénariste : David Dusa et Mike Sens
- Montage : Yannick Coutheron, Nicolas Houver
- Photographie : Armin Franzen
- Son : Bruno Auzet, Thomas Lachesnais
- Producteur : Emilie Blézat
- Sociétés de production : Sciapode
- Pays d’origine :  France
- Langue : français, farsi
- Format : couleur
- Durée : 96 minutes
- Date de sortie : 8 février 2012

## Distribution
- Rachid Yous : Rachid/Gecko
- Alice Belaïdi : Anahita

## Distinctions
- Festival international du film francophone de Namur 2010 : Prix Découverte